# Honduras ai Giochi della XXXI Olimpiade
L'Honduras ha partecipato ai Giochi della XXXI Olimpiade, che si sono svolti a Rio de Janeiro, Brasile, dal 5 al 21 agosto 2016, con una delegazione di nove atleti impegnati in tre discipline: atletica leggera, nuoto e pugilato. Portabandiera alla cerimonia di apertura è stato il velocista Rolando Palacios, alla sua seconda Olimpiade.
Si è trattato dell'undicesima partecipazione di questo paese ai Giochi estivi. Così come nelle precedenti edizioni, non sono state conquistate medaglie.